# Bastonade
Bastonade, Bastinado (franz. bastonnade, ital. bastonata = Stockhieb, zu: bastonare = prügeln, zu: bastone = Stock) oder früher Sohlenstreich, im arabischen Sprachraum Falaka, bezeichnet je nach Zwecksetzung und Ausführungsweise eine Züchtigungspraktik oder Foltermethode, bei der eine Folge von Hieben auf die bloßen Fußsohlen einer Person vollzogen wird. 
Die Bastonade wird häufig mit nahöstlichen und fernöstlichen Ländern in Verbindung gebracht, wo diese meist in der dort gebräuchlichen Falaka-Methode teilweise öffentlich ausgeführt wird und durch Augenzeugenberichte und fotografische Dokumente erfasst ist. Mit dem Schlagen gerade der entblößten Füße nimmt diese Züchtigungsmethode oft auch bewusst Bezug auf die Sinnbildhaftigkeit des Bestrafens für Übertretungen.
In China ist eine Vollziehung der Bastonade seit dem Jahr 960 dokumentiert, in Europa findet sie im Jahr 1537 erstmalige Erwähnung. In der deutschen Gebrauchssprache war früher der Begriff Sohlenstreich geläufig, vgl. Mozarts Die Zauberflöte (siehe unten), welches dem seltener verwendeten Begriff Sohlenhiebe im gegenwärtigen Sprachgebrauch entspricht. In der deutschen Umgangssprache wurde die Bastonade mitunter auch durch die Wendung (Anzahl) auf die Fußsohlen umschrieben. Im englischen Sprachraum ist überwiegend die Begriffsvariation Bastinado gebräuchlich, zeitweilig wurde der Begriff booting verwendet, gelegentlich wird es auch als foot whipping oder sole caning bezeichnet.

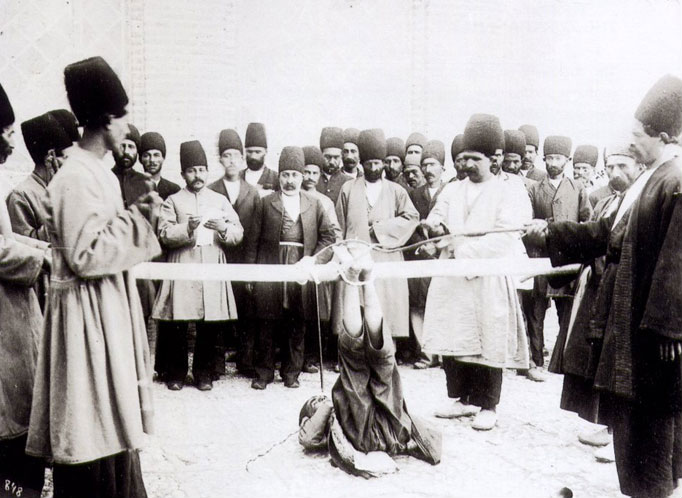
Falaka. Iran, frühes 20. Jahrhundert

Die jeweilige Anzahl der aufeinanderfolgend verabreichten Hiebe variiert abhängig vom Sachzusammenhang und der im jeweiligen Kulturkreis verwendeten Methode. Im Iran gelten 50 Hiebe als vergleichsweise milde Strafe, gegenüber Straftätern kann ein Vielfaches hiervon verhängt werden. Im Osmanischen Reich ist die Verhängung von 250 Hieben geschichtlich dokumentiert (zu Iran und osmanischem Reich vgl. Abschnitt Neuzeitliche Geschichte). In Mozarts Die Zauberflöte werden 77 Hiebe erwähnt. Während der Zeit des Nationalsozialismus wird beispielsweise aus Kinderheimen von 100 bis 170 Schlägen berichtet.

## Umstände der Anwendung
Die Bastonade wird häufig unter solchen Rahmenbedingungen eingesetzt, in denen bestimmte Personen grundsätzlich dem Recht oder der faktischen Möglichkeit zur Züchtigung durch andere hierarchisch höher stehende Personen unterworfen sind. Sie kommt verstärkt zur Anwendung, wo die betreffenden Menschen zudem durchgehend zur Barfüßigkeit gezwungen sind, wie es in Gefängnissen häufig üblich war und in vielen Ländern auch heute noch ist.
Die Umstände für die Anwendung der Bastonade können für die betreffenden Personen z. B. durch persönliche Unfreiheit in Form von Gefangenschaft oder Sklaverei sowie vergleichbare Konstellationen bedingt sein, bei denen eine feststehende Hierarchie mit einem meist steilen Machtgefälle besteht.
Die Bastonade wird bis heute in verschiedenen Ländern innerhalb von Gefängnissen, bei Polizeiverhören sowie bei kriegerischen und politischen Auseinandersetzungen angewendet, beispielsweise 2012 in Syrien, da die Schläge „keine Verletzungen“ nach sich zögen.

### Gefängnisse
In Deutschland war die Bastonade bis zum Ende der NS-Zeit innerhalb von Strafanstalten und Gefangenenlagern gebräuchlich. In Frankreich wurde sie von der Staatspolizei Sûreté zu Folterzwecken im Verhör eingesetzt und kam in verschiedenen Gefängnissen zum Einsatz, wie beispielsweise in der Strafkolonie Neukaledonien. Routinemäßig kam die Bastonade auch in griechischen Gefängnissen zum Einsatz, so berichten 83 % der inhaftierten Personen bei einer Erhebung im Jahr 1967 von ihrer Anwendung. Die ungarische sowie jugoslawische Polizei verwendete sie in den 1930er Jahren sowie auch die rumänische Polizei bis zum Ende der kommunistischen Ceausescu-Diktatur im Jahre 1989. In Spanien berichteten 39 % der Inhaftierten von der Anwendung durch die Guardia Civil. 
In Europa wurde sie in Zypern, Polen, Litauen, Bulgarien, Georgien, Ukraine, Portugal, Nordmazedonien, der Slowakei und Kroatien im Rahmen des Strafvollzuges eingesetzt.
Weitere Staaten, in denen die Bastonade zum Einsatz kam bzw. kommt, sind Syrien, Israel, Türkei, Marokko, Iran, Ägypten, Irak, Libyen, Libanon, Tunesien, Jemen, Saudi-Arabien, Kuwait, Brasilien, Argentinien, Nicaragua, Chile, Südafrika, Rhodesien/Simbabwe, Paraguay, Honduras, Bolivien, Äthiopien, Somalia, Kenia, Kamerun, Mauritius, Philippinen, Südkorea, Pakistan und Nepal.

### Besatzung
Von britischen Besatzern wurde sie in Palästina sowie in Venezuela, von französischen Besatzern in Algerien, in Südafrika und von US-amerikanischen Soldaten in Vietnam verwendet. Im kolonial besetzten Indien wurde die Bastonade im Zusammenhang mit Steuervergehen angewendet; das deutsche NS-Regime setzte die Bastonade neben dem Straf- und Lagervollzug unter anderem auch in den besetzten Ländern Dänemark und Norwegen ein.

### Politische Unterdrückung
Um die studentische Bewegung in Griechenland einzuschüchtern, wurde diese Methode laufend eingesetzt, da praktisch keine sichtbaren Spuren mehr festzustellen waren, sobald die betroffenen Studenten aus der Haft entlassen waren.

### Sklaverei
Während der neuzeitlichen Sklaverei in Brasilien oder den amerikanischen Südstaaten wurde die Bastonade insbesondere dort angewendet, wo ein sogenanntes „sauberes Schlagen“ (clean beating) zur Anwendung kommen sollte. Bei in Sklaverei gehaltenen Frauen sollte in diesem Zusammenhang eine „Wertminderung“ vermieden werden, welche ggf. infolge von Hautverletzungen durch die übliche Auspeitschung eintreten konnte. Da diese laut offiziellen Sklavengesetzen vielerorts ohnehin zur Barfüßigkeit gezwungen waren, war die Bastonade eine naheliegende Strafe. Im Sklavengesetz von Kapstadt findet sich z. B. die Formulierung „Slaves must go barefoot and must carry passes (Sklaven müssen barfuß gehen und Ausweispapiere mit sich führen)“. Somit wurde zur Bestrafung vor allem jüngerer Frauen mit höherem Verkaufswert häufig ausweichend die Bastonade verwendet, zumal sich diese Methode als sehr effektiv erwies, jedoch in der Regel keine ernsten Verletzungen zurückblieben und der „Handelswert“ hierdurch auch nicht vorübergehend gemindert wurde.

## Durchführung
Die Bastonade wird mit einem hierfür geeigneten Schlaginstrument auf die bloßen Fußsohlen der betreffenden Person ausgeführt. Die Schläge erfolgen im Normalfall in den Bereich der weichen Fußgewölbe, aber auch auf Fersen und Ballen. Der Bereich der Zehen wird üblicherweise aufgrund hoher Verletzungsanfälligkeit ausgespart. Meist kommen hierbei leicht biegsame Schlaginstrumente wie Gerte oder Rohrstock, aber auch Riemen, Kabel oder Ruten zum Einsatz.
Nach nahöstlicher Methode (tr: Falaka) werden die Fußgelenke an einen Balken geschnürt und mit ihm emporgehoben, die Schläge werden hierbei meist mit einem hölzernen Stock ausgeführt. Im Bericht File on Torture (in Turkey) von Amnesty International vom September 1987 wird diese dort am häufigsten angewandte Methode bildlich gezeigt und beschrieben, dass hierzu nur ein Stuhl und ein Seil notwendig seien, um die Füße in einer Position zu fixieren. Es waren und sind jedoch in anderen Regionen verschiedene Arten üblich, die betreffende Person für die Bastonade zu fesseln und die Züchtigung auszuführen. In westlichen Kulturen waren für Züchtigungen zumeist Strafbänke üblich, auf denen die Delinquenten bäuchlings festgeschnallt wurden, und es kamen leichtere Schlaggeräte zum Einsatz.
Die zu schlagende Person wurde bzw. wird bei allen Erscheinungsformen grundsätzlich in der Bewegungsfreiheit wenigstens soweit eingeschränkt, dass es ihr nicht möglich ist, in Erwartung der Schlageinwirkung oder im Schmerzreflex die Füße oder den Körper aus der durch Fesselung erzwungenen Position zu bringen. Hierdurch sollen vor allem Verletzungen bei der betreffenden Person vermieden werden, die bei unkontrollierter Bewegung durch fehlgehendes Auftreffen der Schläge eintreten können.

## Auswirkungen
Durch die Bastonade wird eine besonders intensive Schmerzwahrnehmung ausgelöst, da die menschlichen Fußunterseiten aufgrund der hohen Dichte an Nervenzellen eine sehr hohe Schmerzsensibilität aufweisen. Der bei Verwendung von Rohrstock, Gerte oder anderen flexiblen Instrumenten von geringem Durchmesser von der betroffenen Person wahrgenommene Schmerzreiz wird zumeist als schneidend, stechend oder beißend, nachwirkend häufig als brennend beschrieben. Der ausgelöste Schmerz ist hierbei nicht auf die punktuelle Einwirkungsstelle auf den Fußbogen beschränkt, sondern strahlt akut in den gesamten Körper aus. Dieser Effekt entsteht, da der längsseitig unter der Fußsohle entlang führende Schienbeinnerv den Reiz unmittelbar in den zentralen Ischiasnerv weiterleitet und dieser von dort aus reflexartig in die übrigen Körperregionen ausstrahlt. 
Die Schmerzsensibilität der Fußsohle nimmt hierbei im Gegensatz zu anderen Körperregionen bei sich wiederholenden Schlägen nicht ab. Es tritt durch die funktionelle Eigenart der Fußsohle (wie auch der Handfläche) als primäres Tastorgan hierbei weder ein Taubheitsgefühl noch eine Gewöhnung ein. Die Schmerzwahrnehmung nimmt mit steigender Anzahl der Hiebe durch zunehmende Aktivierung der Nozizeptoren bis zu deren maximaler Reizung vielmehr graduell zu. So kann nach wiederholten Schlageinwirkungen schon ein geringer Berührungsreiz soweit verstärkt werden, dass er eine erhebliche Schmerzempfindung auslöst. Bei gleichbleibender Intensität der Schläge nimmt daher der empfundene Schmerz bis zu einem gewissen Grad stetig zu. Die während der Bastonade wahrgenommenen Schmerzen können jedoch abhängig von der subjektiven Schmerztoleranz und deren möglicher weiterer Verschiebung durch Gefühle von Angst und Ohnmacht als unterschiedlich intensiv bewertet werden.
Bei Ausführung der Bastonade in der oben beschriebenen Weise bleiben die körperlichen Auswirkungen in der Regel vorübergehender Natur. Die unterhalb des weichen Fußgewölbes liegenden Mittelfußknochen sind durch die darüber verlaufende kurze Fußmuskulatur geschützt, die Krafteinwirkung eines Schlaginstrumentes wird im Regelfall durch Haut und Fußmuskulatur vollständig aufgenommen, ohne die Fußknochen zu verletzen. Hämatome oder offene Verletzungen treten auch bei höherer Intensität der Schlageinwirkung äußerst selten auf, da die Haut der Fußsohle wie auch die der Handflächen eine vielfach höhere Stärke als andere Hautregionen aufweist und elastischer beschaffen ist. So treten bei der betroffenen Person trotz der Auslösung hoher Schmerzreize üblicherweise kaum ernste Verletzungen auf. Äußerlich sichtbare Nachwirkungen in Form von Rötungen und sichtbaren Striemen klingen meist einige Stunden bis Tage nach der Durchführung ab, auch die nachwirkenden Schmerzen gehen während dieser Zeit graduell zurück. Eine der Bastonade unterzogene Person kann trotz oft erheblicher nachwirkender Schmerzen nach kurzer Zeit zumeist weitgehend normal gehen.
Aufgrund der hohen Wirkung bei vergleichsweise geringem Aufwand kommt die Bastonade auch gegenwärtig noch in vielen Ländern zur Anwendung (siehe oben).
Wird die Bastonade im Gegensatz zu der oben beschriebenen Ausführungsweise unter Verwendung starrer und massiver Schlaginstrumente in die Bereiche von Zehen, Ballen oder Ferse ausgeführt, wie es im Rahmen der nahöstlichen Falaka-Methode zum Teil praktiziert wird, können hiermit selbst bei leichter Schlageinwirkung schwere Verletzungen wie Knochenbrüche und Nervenschädigungen sowie folgend eine häufig dauerhafte Beeinträchtigung der Bewegungsfunktion zurückbleiben. Dieses in diesen Fällen häufig gezielt herbeigeführte oder zumindest in Kauf genommene Ergebnis ist aufgrund seiner dauerhaft schädigenden Wirkungsweise unter dem Begriff der Leibesstrafe einzuordnen. Unmittelbar nach einer erlittenen Falaka ist es der betreffenden Person oft nicht möglich zu stehen oder zu gehen und es bedarf einer längeren Zeit der Ausheilung, die oft nicht vollständig möglich ist.

## Neuzeitliche Geschichte
Sowohl vor als auch nach dem Militärputsch in der Türkei 1980 war die Bastonade eine der klassischen Foltermethoden.
In Frauengefängnissen des gegenwärtigen Iran werden die Inhaftierten regelmäßig mit der Bastonade bestraft sowie unter deren Anwendung verhört.
In Indien werden Insassinnen der Frauengefängnisse in gleicher Weise durch Schläge auf die Fußsohlen gezüchtigt.
Auch in Syrien stellt die Bastonade eine übliche Bestrafung in dortigen Gefängnissen dar.
Im Libyen-Konflikt wird die Bastonade ebenfalls regelmäßig eingesetzt (Bericht der Berliner Zeitung vom 14. September 2011).
In Konzentrationslagern des NS-Regimes stellte die Bastonade eine alltägliche Form der Züchtigung von Inhaftierten beider Geschlechter dar.
Auch aus Kinderheimen während dieser Zeit wird von regelmäßiger Bestrafung durch oft mehr als 100 Schläge auf die Fußsohlen berichtet.
Aus Österreich wird der Einsatz der Bastonade in Kinderheimen bis in die 1960er Jahre berichtet.
Im US-amerikanischen Bundesstaat Massachusetts ist bis 1969 die Bastonade im Vollzug der Jugendstrafanstalten dokumentiert.
Im Iran galten vor der Konstitutionellen Revolution von 1905 etwa 50 Stockschläge auf die Fußsohlen als eine vergleichsweise milde, 1000 als eine grausame Bestrafung. Helmuth von Moltke berichtet in einem Brief vom 27. September 1836 aus dem osmanischen Reich als Augenzeuge über eine Strafe von 500 Hieben, 250 je Fußsohle, die auf seine Bitte hin vom Sultan auf 50 reduziert wurde.